# Gastrodia tonkinensis
Gastrodia tonkinensis är en orkidéart som beskrevs av Leonid Vladimirovitj Averjanov och Averyanova. Gastrodia tonkinensis ingår i släktet Gastrodia och familjen orkidéer.
Artens utbredningsområde är Vietnam. Inga underarter finns listade i Catalogue of Life.